# 플랙진
플랙진(PLAC Jeans)은 대한민국의 패션 브랜드이다. 주로 청바지위주의 제품들을 만들며, BERCY, BERLIN, MAINZ, PHILO, SLENDER, WESSEL, WOLF로 구분되는 7가지 FIT와 여러 색상들로 라인업이 구성되어 있다.